# Oxathres
Oxathres (alternative Namensform Oxendras) war ein Angehöriger der persischen Achämenidendynastie im 4. Jahrhundert v. Chr. Er war ein jüngerer Sohn des Großkönigs Dareios II. und der Parysatis.
Von den dreizehn Kindern des Dareios II. und der Parysatis hatten laut Ktesias lediglich vier Söhne das Erwachsenenalter erreicht; dies waren Artaxerxes II., Kyros, Artostes und Oxendras. Jener Artostes muss dabei mit dem von Diodor und Plutarch genannten Ostanes und Oxendras mit dem von Plutarch genannten Oxathres identisch gewesen sein.
Curtius Rufus berichtet, als im Jahr 333 v. Chr. in Damaskos der persische Königsharem nach der Schlacht bei Issos in die Gewalt Alexanders des Großen gelangt war, habe sich darin unter mehreren vornehmen Frauen auch eine Witwe des Artaxerxes III. befunden, die eine „Tochter des Oxathris, Bruder des Dareios III.“ gewesen sei. Der Bruder des Dareios III. aber war Oxyathres und beide waren sie Neffen zweiten Grades von Artaxerxes III., weshalb eine Tochter des Oxyathres folglich dessen Großnichte gewesen sein muss. Artaxerxes III. war vor 400 v. Chr. geboren wurden, während Dareios III. um 380 v. Chr. geboren war. Der noch jüngere Oxyathres dürfte erst um 360 v. Chr. das heiratsfähige Alter erreicht haben, während eine Tochter von ihm dieses erst erreicht haben kann als Artaxerxes III. in seinem sechzigsten Lebensjahr stand. Zwar ist eine Verbindung trotz solch eines Altersunterschieds für die damalige Zeit nicht undenkbar, allerdings hält die Geschichtswissenschaft einen Irrtum des Curtius Rufus für plausibler, der den Schwiegervater des Artaxerxes III. mit dem Bruder des Dareios III. verwechselt habe, statt diesem aber Oxathres, Sohn des Dareios II., meinte, der also seinem Neffen eine Tochter zur Frau gegeben habe.
Als Artaxerxes III. im Jahr 358 v. Chr. die Herrschaft übernommen hatte, hatte er eine große Anzahl seiner Verwandten ermorden lassen, darunter auch einen Onkel. Gesetz dem Fall, dass Oxathres tatsächlich der Schwiegervater seines Neffen gewesen war, so dürfte ihm dies wahrscheinlich das Leben bewahrt haben und mit dem gemordeten Onkel dürfte Ostanes gemeint gewesen sein, da ihr dritter Bruder Kyros († 401 v. Chr.) zu diesem Zeitpunkt schon längst tot war.